# Tales from the Thousand Lakes
Tales from the Thousand Lakes drugi je studijski album finskog heavy metal sastava Amorphis. Album je 12. srpnja 1994. godine objavila diskografska kuća Relapse Records.

## Snimanje i objava
Tales from the Thousand Lakes bio je sniman tijekom rujna 1993. godine u studiju Sunlight Studio u Stockholmu, Švedskoj. Na ovom su Amorphisovom albumu prvi put bili predstavljeni čisti vokali koje je izveo gostujući glazbenik Ville Tuomi. Nakon snimanja albuma Tuomi je nastupio s grupom na nekoliko koncerata. Kasper Mårtenson bio je prvi klavijaturist u povijesti skupine te je skladao sve klavijaturističke dionice na albumu. Napustio ju je ubrzo nakon objave albuma.
Tales from the Thousand Lakes objavile su 12. srpnja 1994. diskografske kuće Relapse Records (u SAD-u), Nuclear Blast (u Europi) i Spinefarm Records (u Finskoj). Nuclear Blast je također 1. rujna 1994. objavio album u vinilnoj inačici. Singl "Black Winter Day" izvorno je trebao biti objavljen prije samog albuma, no objava je bila odgođena, pa je stoga bio objavljen tek 1. studenog 1994.

## Glazbeni stil i tekstovi
Na ovom albumu Amorphis spaja žanrove death i doom metala s elementima narodne glazbe. Grupa je postala poznata kao jedan od prvih death metal sastava koji se počeo služiti čistim vokalima, sintesajzerom i klavirom. Neki su kritičari izjavili kako je upotreba takve vrste vokala bila "neprikladna", no drugi su pak komentirali kako album čini "savršeni spoj čistih i death metal vokala".
Tales from the Thousand Lakes konceptualni je album; tekstovi pjesama utemljeni su na finskom nacionalnom epu, Kalevali.

## Popis pjesama
Tekstovi: Preuzeti iz tradicionalne finske poezije, osim gdje je označeno drugačije. 
| 1.    | »Thousand Lakes« (instrumental) |            | Kasper Mårtenson                              | 2:03 |
| 2.    | »Into Hiding«                   |            | Esa Holopainen, Olli-Pekka Laine              | 3:42 |
| 3.    | »The Castaway«                  |            | Mårtenson, Tomi Koivusaari, Holopainen, Laine | 5:30 |
| 4.    | »First Doom«                    | Holopainen | Holopainen                                    | 3:49 |
| 5.    | »Black Winter Day«              |            | Mårtenson                                     | 3:48 |
| 6.    | »Drowned Maid«                  |            | Koivusaari, Holopainen, Laine                 | 4:23 |
| 7.    | »In the Beginning«              |            | Holopainen, Laine                             | 3:34 |
| 8.    | »Forgotten Sunrise«             | Holopainen | Holopainen                                    | 4:50 |
| 9.    | »To Fathers Cabin«              |            | Holopainen, Laine                             | 3:47 |
| 10.   | »Magic and Mayhem«              |            | Holopainen                                    | 4:27 |
| 39:53 |                                 |            |                                               |      |

| Bonus pjesme s reizdane inačice | Bonus pjesme s reizdane inačice     | Bonus pjesme s reizdane inačice | Bonus pjesme s reizdane inačice | Bonus pjesme s reizdane inačice | Bonus pjesme s reizdane inačice | Bonus pjesme s reizdane inačice | Bonus pjesme s reizdane inačice | Bonus pjesme s reizdane inačice | Bonus pjesme s reizdane inačice |
| Br.                             | Skladba                             | Tekstopisac                     | Skladatelj                      | Trajanje                        |                                 |                                 |                                 |                                 |                                 |
| ------------------------------- | ----------------------------------- | ------------------------------- | ------------------------------- | ------------------------------- | ------------------------------- | ------------------------------- | ------------------------------- | ------------------------------- | ------------------------------- |
| 11.                             | »Folk of the North« (instrumental)  |                                 | Koivusaari                      | 1:20                            |                                 |                                 |                                 |                                 |                                 |
| 12.                             | »Moon and Sun«                      |                                 | Koivusaari                      | 3:37                            |                                 |                                 |                                 |                                 |                                 |
| 13.                             | »Moon and Sun Part II: North's Son« |                                 | Koivusaari                      | 5:11                            |                                 |                                 |                                 |                                 |                                 |
| 14.                             | »Light My Fire« (obrada The Doorsa) | The Doors                       | The Doors                       | 2:52                            |                                 |                                 |                                 |                                 |                                 |
| 53:18                           |                                     |                                 |                                 |                                 |                                 |                                 |                                 |                                 |                                 |

## Recenzije
Tales from the Thousand Lakes mnogi kritičari smatraju najboljim i najvažnijim Amorphisovim albumom. Obožavateljska stranica Thousand Tales - The Gathering o albumu je komentirala: "[...] Amorphis je objavio Tales from the Thousand Lakes, jednu od velikih prekretnica u žanru death metala. Smatra se kako je ovaj kultni album jedan od prvih melodičnih death metal albuma koji je izašao puno prije nego što se razvila göteborška glazbena scena".
Jason Anderson, glazbeni kritičar sa stranice AllMusic, dodijelio je albumu četiri od pet zvjezdica te je komentirao: "Hrabriji od The Karelian Isthmusa te konceptualno nadmoćniji kasnijim pokušajima u progresivnom a opet radijski orijentiranom metalu iz 1990-ih, Tales from the Thousand Lakes baš bi mogao biti Amorphisov najbolji album. Ovaj je album žestok, ali ipak nikad ne pada u isprazne ekstreme tipične za žanr melodičnog death metala. Gitare i bubnjevi u obilatoj su ponudi te rijetka pozornost aranžmanu i produkciji stvarno čini ovaj CD posebnim. Grleni vokalni rad nije za svakog obožavatelja metala, ali neo-prog instrumentalne dionice i općenita žestina trebale bi impresionirati one koji se gnušaju grlenih ispada. U mogućem pokušaju da se poveća pristupačnost sastava, Tomi Koivusaari kratko pjeva, što zapravo i ne uspijeva. Ovi su trenutci zbunjenosti međutim kratkotrajni te se ne bi reklo da oštećuju ovo glazbeno izdanje. Suptilno dodavanje klavijatura lijep je detalj -- Amorphisova očaranost tim instrumentom u budućnosti će ublažiti kasnije albume. Stoga, iako je Tales from the Thousand Lakes najavio prijelaz ka kasnijim, inferiornijim albumima, novo i staro precizno je uravnoteženo na ovom Relapseovom albumu iz 1994."
Ville Lamminaho, član finskog death metal sastava Noumena, izjavio je kako je Tales from the Thousand Lakes "jedan od najboljih albuma svih vremena koji je definirao cijeli žanr". Godine 2001., nakon što se nekoliko Amorphisovih albuma našlo na finskim ljestvicama top 10 albuma, Tomi Koivusaari u intervjuu je izjavio da je "The Tales ... bio prodan u više primjeraka nego bilo koji drugi Amorphisov album". Album je širom svijeta do 2002. godine bio prodan u više od 250.000 primjeraka.

## Zasluge
| Amorphis - Tomi Koivusaari – vokali, ritam gitara - Esa Holopainen – solo gitara - Olli-Pekka Laine – bas-gitara - Jan Rechberger – bubnjevi - Kasper Mårtenson – klavijature, Moog orgulje Dodatni glazbenici - Ville Tuomi – vokali | Ostalo osoblje - Sjlvain Bellemare – naslovnica - Dangerous Dave Shirk – mastering - Inna Aarniala – fotografija - John Vihervä – fotografija - Darius Ramazani – fotografija - Tomas Skogsberg – produkcija, inženjer zvuka - Matthew Jacobson – izvršna produkcija - Bill Yurkiewicz – izvršna produkcija |